# Liste der Monuments historiques in Conflans-sur-Seine
Die Liste der Monuments historiques in Conflans-sur-Seine führt die Monuments historiques in der französischen Gemeinde Conflans-sur-Seine auf.

## Liste der Objekte
| Bezeichnung                   | Beschreibung                     | Standort                        | Kennzeichnung | Schutzstatus | Datum | Bild |
| ----------------------------- | -------------------------------- | ------------------------------- | ------------- | ------------ | ----- | ---- |
| Wandvertäfelung des Chorraums | Holz, vergoldet, 17. Jahrhundert | in der Kirche St-Étienne (Lage) | PM51000302    | Classé       | 1966  |      |
| Kredenz                       | Holz, vergoldet, 18. Jahrhundert | in der Kirche St-Étienne (Lage) | PM51000301    | Classé       | 1966  |      |